# سونيا ليتكينز
سونيا ليتكينز (بالإنجليزية: Sonja Lyttkens)‏ ولدت في 26 أغسطس 1919، وتوفيت في 18 ديسمبر 2014. كانت عالمة رياضيات سويدية، وهي ثالث امرأة تحصل على دكتوراه في الرياضيات في السويد وأول امرأة تحصل على منصب جامعي دائم في الرياضيات. وهي معروفة، أيضًا، بعملها لجعل الأوساط الأكاديمية أقل عداءًا للمرأة. وساعدت ملاحظاتها في دفع السويد لفرض الضرائب على المتزوجين بشكل منفصل عن أزواجهم.
حصلت ليتكينز على منصب دائم كمحاضر أول في جامعة أوبسالا في عام 1963، وفي عام 1970 أصبحت أول مفتشة بالجامعة (رئيسة فخرية لاتحاد الطلاب) لأمة كالمار. تقاعدت في عام 1984. وكانت أحد أعضاء جمعية طالبات أوبسالا من بين أخريات مثل آلما سوندكويست، جولي بيتريني، ليديا والستروم وأخريات.